# أكبر شهباز بكتي
نَوَاب أكبر شَهْبَاز خان بُكْتِي (بالأردوية: نواب اکبر شہباز خان بُگٹی)‏، (12 يوليو 1927 - 26 أغسطس 2006) هو رئيس قبيلة تمن دار من قبيلة بكتي من الشعب البلوشي، شغل منصب وزير الداخلية وحاكم مقاطعة بلوشستان في باكستان. كما أصبح وزيرًا للدفاع في حكومة فيروز خان نون.
كان بكتي يعارض بشدة برامج التعليم والتنمية في منطقته. وقد وصفه الكثيرون بمن فيهم أفراد من قبيلته بأنه زعيم قاسي. آلاف الأشخاص من قبيلته رفعوا صوتهم ضد حكمه الاستبدادي والمطلقـ وطردهم من منازلهم ونفاهم. ظلت المناطق التي تحت سيطرته من أشد المناطق فقراً في باكستان وافتقرت إلى أي نوع من أنواع البنية التحتية.
شارك في صراع مسلح من أجل قدر أكبر من الحكم الذاتي لبلوشستان، واتهمته حكومة باكستان بالاحتفاظ بميليشيا خاصة وقيادة حرب العصابات ضد الدولة. وفي 26 أغسطس 2006 مات عندما انهار كهفه الواقع في كوهلو على بعد 150 ميلاً شرق كويته.